# Alliina
Alliina – siarkoorganiczny związek chemiczny z grupy tioaminokwasów – sulfotlenek S-alkilocysteiny (allilowa pochodna cysteiny). Jest aminokwasem zawierającym siarkę.

## Historia
Alliinę wyodrębnili w 1948 roku szwajcarscy chemicy Arthur Stoll i Ewald Seebeck pracujący w firmie Sandoz w Bazylei.

## Właściwości
Związek ten w temperaturze pokojowej tworzy bezbarwne kryształy, bez zapachu. Nie posiada właściwości abiotycznych.
Uznawany jest za prekursora zapachu i smaku czosnku. Podczas rozdrabniania czosnku następuje uaktywnienie obecnego w świeżym czosnku enzymu allinazy, pod którego wpływem alliina ulega hydrolizie, wskutek czego powstaje allicyna, kwas pirogronowy i amoniak.

Alliina (1) pod wpływem allinazy hydrolizuje do kwasu allilosulfenowego (2) oraz dehydroalaniny (3), która hydrolizuje spontanicznie do kwasu pirogronowego i amoniaku

Dwie cząsteczki kwasu allilosulfenowego (1) z poprzedniego etapu kondensują do allicyny (2)

Dalszymi produktami rozkładu są toksyczne: akroleina i alkohol allilowy.
Alliina jest łatwo rozpuszczalna w wodzie, bezwonna i nie wykazuje antybiotycznego działania. Enzym występujący w różnych odmianach czosnku zwany allinazą uaktywnia się w rozdrobnionym (posiekanym) czosnku i wywołuje bardzo szybko rozkład alliiny do allicyny – związku wykazującego ostry, dławiący zapach i silne antybiotyczne działanie.
Przekształceniu alliiny do allicyny towarzyszy powstawanie kwasu pirogronowego i amoniaku. W czasie dłuższego przechowywania rozdrobnionego czosnku lub jego destylacji z parą wodną następuje odszczepienie tlenu z allicyny i tworzy się disiarczek diallilu i polisiarczki allilu obok analogicznych związków tworzących się z homologów alliiny.
Związki te są składnikami olejku otrzymywanego z wydajnością od 0,1 do 0,36% przez destylację z parą wodną świeżych główek czosnku. W olejku tym wykryto m.in.: di-, tri- oraz tetrasiarczek diallilu, disiarczek dipropylu, disiarczek propyloallilowy, disiarczek dimetylu i inne disiarczki (związki z mostkiem dwusiarczkowym).